# Championnat d'Europe de hockey sur glace 1922
Navigation
Suède 1921 Belgique 1923
Le septième championnat d'Europe de hockey sur glace a eu lieu du 14 février au 16 février 1922 à Saint-Moritz dans le canton des Grisons en Suisse.

## Contexte et déroulement
Le tournoi se déroule pour la deuxième fois en Suisse, après celui de 1910. Trois nations prennent part à ce tournoi : la Suède (tenant du titre), la Tchécoslovaquie et la Suisse (pays hôte). La Tchécoslovaquie remporte son premier titre officiel, obtenant une revanche de l'édition précédente qui a vu la Suède les battre 7-4.

## Matchs
Trois rencontres sont disputée, au rythme d'une par jour pour ne pas trop endommagé la glace.
| 14 février 1922 | Suisse | 1-9 (1-4, 0-4) | Tchécoslovaquie | Saint-Moritz |

| Feuille de match | Feuille de match | Feuille de match | Feuille de match                                               | Feuille de match |
| ---------------- | ---------------- | ---------------- | -------------------------------------------------------------- | ---------------- |
|                  | Jaccard          |                  | Jirkovský (4 buts) Pešek (2 buts) Šroubek (1 but) Loos (1 but) |                  |
|                  |                  |                  |                                                                |                  |
|                  |                  |                  |                                                                |                  |
|                  |                  |                  |                                                                |                  |

| 15 février 1922 | Suisse | 0-7 (0-4, 0-3) | Suède | Saint-Moritz |

| Feuille de match | Feuille de match | Feuille de match | Feuille de match                                                               | Feuille de match |
| ---------------- | ---------------- | ---------------- | ------------------------------------------------------------------------------ | ---------------- |
|                  |                  |                  | Johansson-Brandius (3 buts) Molander (2 buts) Burman (1 but) Holmquist (1 but) |                  |
|                  |                  |                  |                                                                                |                  |
|                  |                  |                  |                                                                                |                  |
|                  |                  |                  |                                                                                |                  |

| 16 février 1922 | Tchécoslovaquie | 3-2 (2-0, 1-2) | Suède | Saint-Moritz |

| Feuille de match | Feuille de match                 | Feuille de match | Feuille de match | Feuille de match |
| ---------------- | -------------------------------- | ---------------- | ---------------- | ---------------- |
|                  | Jirkovský (2 buts) Pešek (1 but) |                  | Burman (2 buts)  |                  |
|                  |                                  |                  |                  |                  |
|                  |                                  |                  |                  |                  |
|                  |                                  |                  |                  |                  |

## Classement
|        | Équipe          | PJ | V | N | D | BP | BC |
| ------ | --------------- | -- | - | - | - | -- | -- |
| Or     | Tchécoslovaquie | 2  | 2 | 0 | 0 | 11 | 3  |
| Argent | Suède           | 2  | 1 | 0 | 1 | 9  | 3  |
| bronze | Suisse          | 2  | 0 | 0 | 2 | 1  | 15 |

## Médaillés
| Champions d'Europe Tchécoslovaquie | Jaroslav Pospíšil (hu), Jaroslav Řezáč – Karel Pešek, Otakar Vindyš, Jan Hamáček – Josef Šroubek, Jaroslav Jirkovský, Valentin Loos, Karel Hartmann, Josef Maleček, Miloslav Fleischmann |

| Argent Suède | Einar Olsson, Carl Josefsson – Einar Lundell, Einar Svensson – Erik Burman, Georg Johansson-Brandius, Birger Holmquist, Nils Molander, Ragnar Tidqvist, Putte Kock, Gunnar Galin |

| Bronze Suisse | Zacharias Andreossi – Marius Jaccard, Jacques Mottier – Giannin Andreossi, Munrezzan Andreossi, Hans Koch, René Savoie, Jean Unger, Walter von Siebenthal |